# 10376 Чіяріні
10376 Чіяріні (10376 Chiarini) — астероїд головного поясу, відкритий 16 травня 1996 року.
Тіссеранів параметр щодо Юпітера — 3,293.